# Polygala crinita
Polygala crinita är en jungfrulinsväxtart som beskrevs av Chod.. Polygala crinita ingår i släktet jungfrulinssläktet, och familjen jungfrulinsväxter. Inga underarter finns listade i Catalogue of Life.